# Ilex laurocensus
Ilex laurocensus är en järneksväxtart som beskrevs av Airy-shaw. Ilex laurocensus ingår i släktet järnekar, och familjen järneksväxter. Inga underarter finns listade i Catalogue of Life.